# Don Mercedes
Don Mercedes (* 12. Januar 1941; eigentlich Rob van Bommel) ist ein ehemaliger niederländischer Sänger, der mit niederländischsprachigen Popsongs vor allem in den 1960er und 1970er Jahren aktiv war.

## Werdegang
Der aus Utrecht stammende Van Bommel trat anfänglich mit verschiedenen Begleitbands auf, zunächst mit The Driftin’ Five, dann mit The Improvers und schließlich als Don Mercedes and His Benz. In den ersten Jahren seiner musikalischen Aktivitäten veröffentlichte er eine Reihe englischsprachiger Singles. Im Herbst 1965 gelang ihm mit der Aufnahme Zo maar een soldaat, eine Coverversion des Protestsongs Universal Soldier von Buffy Sainte-Marie, erstmals der Sprung in die Nederlandse Top 40.
Obwohl Don Mercedes in den Folgejahren kontinuierlich Platten auf den Markt brachte, dauerte es bis zum Frühjahr 1976, als er mit einer weiteren Coverversion – einer niederländischsprachigen Interpretation von Frank Farians Rocky – einen weiteren Hit landete. Die Aufnahme erreichte im Juni 1976 Platz 1 der niederländischen Charts und blieb dort zwei Wochen. 14 Tage später war die Single auch im flämischen Teil Belgiens auf Platz 1.
Diesen Erfolg wiederholte Don Mercedes nicht mehr. Es erschienen noch einige weitere, kommerziell nicht erfolgreiche Singles, darunter 1982 Wie schoot op J.R. Ewing, die auf der Fernsehserie Dallas basiert.
Neben seiner künstlerischen Tätigkeit betrieb Don Mercedes in den 1970er Jahren einige Zeit an der Utrechter Oudegracht eine Diskothek.